# Никола Корабов
Никола Атанасов Корабов по прякор Корабчето е български режисьор, сценарист и актьор.

## Биография
Роден е на 7 декември 1928 г. в Русе. Завършва специалност „Кинорежисура“ във ВГИК, Москва през 1956 г. По-късно става преподавател във ВИТИЗ „Кръстьо Сарафов“ по кинорежисура и актьорско майсторство в киното. Баща е на българския рапър Александър „Бате Сашо“ Корабов. Умира на 10 ноември 2016 г.

## Награди
- Орден „Кирил и Методий“ I степен.

## Филмография

### Режисьор
- Магия (1999) (TV)
- Поверие за белия вятър (1990)
- Копнежи по белия път (1987)
- Орисия (1983)
- Аз не живея един живот (1981)
- Юлия Вревска (1978)
- Иван Кондарев (1974)
- Гневно пътуване (1971)
- Свобода или смърт (1969)
- Вула (1965)
- Тютюн (1962)
- Малката (1959)
- Димитровградци (1956)

### Сценарист
- Магия (1999) (TV)
- Поверие за белия вятър (1990)
- Копнежи по белия път (1987)
- Орисия (1983)
- Аз не живея един живот (1981)
- Юлия Вревская (1978)
- Иван Кондарев (1974)
- Вула (1965)
- Тютюн (1962)

### Актьор
- Юлия Вревска (1978)
- Свобода или смърт (1969)
- Джеси Джеймс срещу Локум Шекеров (тв, 1966)